# Ráth von Relignaree
Der Ráth von Relignaree (auch Tulsk Fort oder Rellig Na Ree – „Grabstätte der Könige“) liegt 1,6 km südlich des Rathcroghan in Glenballythomas im County Roscommon in Irland.
Relignaree ist ein Rath mit einem Innendurchmesser von 100 m von Wall zu Wall. Beim Bau des Walls wurden viel Steinmaterial verwendet. Der Großteil des Raths wird nicht mehr von seinem externen Graben umgeben, mit Ausnahme eines Abschnitts im Nordwesten. Er ist dort etwa 6,0 m breit und 50 cm tief. Der Rest ist durch die landwirtschaftliche Nutzung eingeebnet. Es gibt einige Feldgrenzen in der Einhegung, die möglicherweise das Ergebnis von Viehhaltung sind.
Das nahe einem Zauntritt gelegene Souterrain aus Trockenmauerwerk wurde im 19. Jahrhundert ausgegraben. Im Inneren wurden viele Tierknochen gefunden. Es ist teilweise zusammengebrochen und mit Erde gefüllt. Auf einer Länge von etwa 3,6 Metern ist es zugänglich und von großen Platten bedeckt.
In der Nähe liegt die umgebaute Grotte Oweynagat auch bekannt als Höhle der Katze: ein tiefer Kalksteinspalt umgebaut zu einem Souterrain, in das Besucher hinabsteigen können. Das Souterrain endet in einer großen natürlichen Höhle, die nach dem Mythos eine Verbindung mit den Höhlen von Kesh im County Sligo hat.